# Hans Fleig
Hans August Fleig (* 4. November 1916 in Basel; † 19. Februar 1988) war ein Schweizer Journalist.

## Leben
Fleig promovierte zum Dr. phil. Von 1948 bis 1950 arbeitete er als Korrespondent und ab 1951 Leiter des Auslandsressorts der Tat. Von 1954 bis 1961 war er „Russland-Kommentator“ des schweizerischen Rundfunks. 1961 schied er aus der Redaktion der Tat aus und wurde Auslandsredakteur der Zürcher Woche. Fleig schrieb auch für andere Zeitungen und Zeitschriften.
Fleigs bekannteste Schrift ist Die Schweiz im Schrifttum der deutschen Befreiungszeit 1813–1817.